# Brunon Hołyst
Brunon Kazimierz Hołyst (ur. 6 października 1930 w Rogowie) – polski prawnik, profesor nauk prawnych, specjalizujący się w zagadnieniach kryminalistyki i kryminologii, pionier wiktymologii i suicydologii w Polsce.

## Życiorys
Brunon Hołyst wychował się w Rogowie, gdzie jego rodzice (Piotr i Maria) pracowali jako nauczyciele; rodzina mieszkała w lokalu służbowym na terenie miejscowej szkoły. W 1952 ukończył studia na Wydziale Prawa Uniwersytetu Łódzkiego. W 1962 uzyskał stopień doktora na Uniwersytecie Warszawskim (jako pierwsza osoba w Polsce obronił doktorat z zakresu kryminalistyki), a w 1969 stopień doktora habilitowanego na Uniwersytecie Łódzkim. W 1974 został profesorem nadzwyczajnym, a cztery lata później profesorem zwyczajnym w zakresie nauk prawnych. W pracy naukowej specjalizuje się w takich dziedzinach jak kryminalistyka, kryminologia, profilaktyka społeczna, suicydologia i wiktymologia. Opublikował około tysiąca prac naukowych, tłumaczonych na liczne języki, w tym ponad 50 pozycji książkowych.
W latach 1955–1962 służył w Milicji Obywatelskiej, pracował też w Instytucie Kryminalistyki i Kryminologii Akademii Spraw Wewnętrznych na stanowisku docenta. Jako pracownik naukowy związany głównie z Uniwersytetem Łódzkim, gdzie doszedł do stanowiska profesora zwyczajnego w Katedrze Postępowania Karnego i Kryminalistyki na Wydziale Prawa i Administracji. Był także wykładowcą Akademii Humanistycznej im. Aleksandra Gieysztora w Pułtusku, Szkole Wyższej im. Pawła Włodkowica w Płocku, Uniwersytetu Warmińsko-Mazurskiego w Olsztynie, Akademii Pedagogiki Specjalnej im. Marii Grzegorzewskiej w Warszawie i Uniwersytetu Kazimierza Wielkiego. Został również profesorem na Wydziale Administracji Wyższej Szkoły Policji w Szczytnie, kierownikiem Katedry Kryminalistyki, Kryminologii i Resocjalizacji oraz rektorem Wyższej Szkoły Menedżerskiej w Warszawie, a także profesorem zwyczajnym w Katedrze Prawa Karnego na Uczelni Łazarskiego. Prowadził gościnne wykłady na licznych uczelniach zagranicznych.
Zaangażowany w działalność różnych organizacji naukowych, rad doradczych i konsultacyjnych, w tym rady konsultacyjnej Centralnego Biura Antykorupcyjnego i komitetu doradczego Komendanta Głównego Policji. W latach 1985–2004 był prezesem Polskiego Towarzystwa Higieny Psychicznej. Był współtwórcą Polskiego Towarzystwa Kryminalistycznego i wieloletnim redaktorem wydawanych przez tę organizację periodyków. Został prezesem zarządu Polskiego Towarzystwa Suicydologicznego.
Wśród wypromowanych przez niego doktorów znaleźli się: Andrzej Pecka, Marek Działoszyński, Norbert Malec, Mirosław Bednarski i Marek Papała. 

## Życie prywatne
Ojciec Roberta, fizyka.

## Odznaczenia i wyróżnienia
W 2004 otrzymał Krzyż Oficerski Orderu Odrodzenia Polski. W 2010 prezydent Bronisław Komorowski, za wybitne zasługi dla wymiaru sprawiedliwości i rozwoju polskiej nauki, za osiągnięcia w podejmowanej z pożytkiem dla kraju pracy zawodowej i społecznej, odznaczył go Krzyżem Komandorskim tego orderu.
W 2011 został doktorem honoris causa Uniwersytetu w Białymstoku, a w 2023 Nasarawa State University w Nigerii. W 2025 tamże uruchomiono instytut studiów europejskich im. Brunona Hołysta. 

## Publikacje
- Bezpieczeństwo. Ogólne problemy badawcze, PWN Warszawa 2014
- Kryminalistyka, Wydawnictwo Naukowe PWN, Warszawa 1973 (do 2010 dwanaście wydań)
- Kryminologia, Wydawnictwo Naukowe PWN, Warszawa 1977 (do 2009 dziesięć wydań)
- Na granicy życia i śmierci, Iustitia, Warszawa 1994
- Psychologia kryminalistyczna, Wyd. Prawnicze LexisNexis, Warszawa 2004 (do 2009 trzy wydania)
- Samobójstwo: praca zbiorowa (współred.), PTHP, Warszawa 2002
- Terroryzm, t. 1 i 2, Wyd. Prawnicze LexisNexis, Warszawa 2009
- Wandalizm (red.), PWN, Warszawa 1984
- Wielka encyklopedia prawa. Wyd. 2 (red.), Prawo i Praktyka Gospodarcza, Warszawa 2005
- Wiktymizacja społeczeństwa polskiego w świetle badań ogólnopolskich (współautor), Wyższa Szkoła Administracyjno-Społeczna, Warszawa 2011
- Wiktymologia, PWN, Warszawa 1990 (do 2011 cztery wydania)
- Wykrywalność sprawców zabójstw, Wyd. Prawnicze, Warszawa 1967